# Hyssopus olivaceus
Hyssopus olivaceus är en stekelart som först beskrevs av Thomson 1878.  Hyssopus olivaceus ingår i släktet Hyssopus och familjen finglanssteklar. Arten är reproducerande i Sverige. Inga underarter finns listade i Catalogue of Life.